# 匣母
匣母（白一平轉寫：h-）是中古漢語的濁喉音聲母。
宋代韻書廣韻從匣母的字有「鞋」、「红」和「咸」等。匣母只有一、二、四等字，沒有三等字。匣母在諸多漢語變體中都經過中古後期（約晚唐至宋初間）的濁音清化而消失。

## 擬音
匣母在大多數漢語、域外方音、對音大多發/ɦ//ɣ/，故有/ɦ/和/ɣ/兩派擬音，也有不少學者視之與云母同音。
| 聲母 | 高本漢 | 李方桂 | 陸志韋 | 王力 | 周法高 | 李榮 | 邵榮芬 | 蒲立本 | 董同龢 | 鄭張尚芳 | 潘悟雲 | 《廣韻》字數 |
| ---- | ------ | ------ | ------ | ---- | ------ | ---- | ------ | ------ | ------ | -------- | ------ | ------------ |
| 匣   | ɣ      | ɣ      | ɣ(ɣʷ)  | ɣ    | ɣ      | ɣ    | ɣ      | ɦ      | ɣ      | ɦ        | ɦ      | 1312         |

## 反切上字
九字：戸下胡獲侯懷何乎黃

## 今音
在北京音系爲[x]、ㄏ、h（洪音）或[ɕ]、ㄒ、x（細音），極少數（完、丸、皖、肴、爻、瑩、熒等）讀零聲母。
在吳語讀ɦ，如杭州話「鹹豆飯」的「鹹」讀/ɦɛ/。
在日语音读，吳音讀が行，漢音讀か行。

## 參閱
韻典網-匣母